# Bernd Schlüter
Bernd Schlüter (* 9. August 1969 in Stuttgart) ist ein deutscher Jurist.

## Leben
Nach dem Abitur 1989 an der Bischof-Neumann-Schule Königstein im Taunus und dem Wehrdienst (1989–1990) in Stadtallendorf studierte er von 1990 bis 1995 Rechtswissenschaften, Philosophie, Theologie und Geschichte in Mainz, Genf und an der Humboldt-Universität zu Berlin. Von 1998 bis 2000 fertigte er eine Dissertation bei Bernhard Schlink an. 
Von 2000 bis 2004 arbeitete er im Vorstand beim Diakonischen Werk in Hessen und Nassau und war Vorstandsvorsitzender der Arbeitsgemeinschaft evangelischer Krankenhäuser in Hessen. Von 2004 bis 2005 war er als Geschäftsführer des Instituts für europäische Gesundheitspolitik und Sozialrecht, Frankfurt am Main, sowie als Lehrbeauftragter an der Johann Wolfgang Goethe-Universität Frankfurt am Main tätig. Von 2005 bis 2009 wirkte er im Vorstand beim Diakonie-Bundesverband und als Vorstandsmitglied der Bundesarbeitsgemeinschaft der freien Wohlfahrtspflege. Seit 2009 ist er Partner in der Kanzlei Bernzen Sonntag Rechtsanwälte. Seit 2009 lehrt er als ordentlicher Professor an der Katholischen Hochschule für Sozialwesen Berlin. Am 5. März 2018 erhielt er das Bundesverdienstkreuz am Bande.

## Schriften (Auswahl)
- Reichswissenschaft. Staatsrechtslehre, Staatstheorie und Wissenschaftspolitik im Deutschen Kaiserreich am Beispiel der Reichsuniversität Straßburg. Klostermann, Frankfurt am Main 2004, ISBN 3-465-03299-3.
- Hrsg.: Paul Laband: Staatsrechtliche Vorlesungen. Vorlesungen zur Geschichte des Staatsdenkens, zur Staatstheorie und Verfassungsgeschichte und zum deutschen Staatsrecht des 19. Jahrhunderts, gehalten an der Kaiser-Wilhelms-Universität Straßburg 1872–1918. Duncker & Humblot, Berlin 2004, ISBN 3-428-11219-9.